# Kintetsu

Logo

Die Kinki Nippon Tetsudō (jap. 近畿日本鉄道株式会社, Kinki Nippon Tetsudō Kabushiki-gaisha), besser bekannt unter der Abkürzung Kintetsu (近鉄) ist die größte private Bahngesellschaft in Japan, die über ihr eigenes Schienensystem verfügt und vorrangig in der Kansai-Region (Kinki) operiert. Dabei erstreckt sich das Streckennetz über alle relevanten Industriestädte wie z. B. Osaka, Kyōto oder auch Nagoya.

## Unternehmen

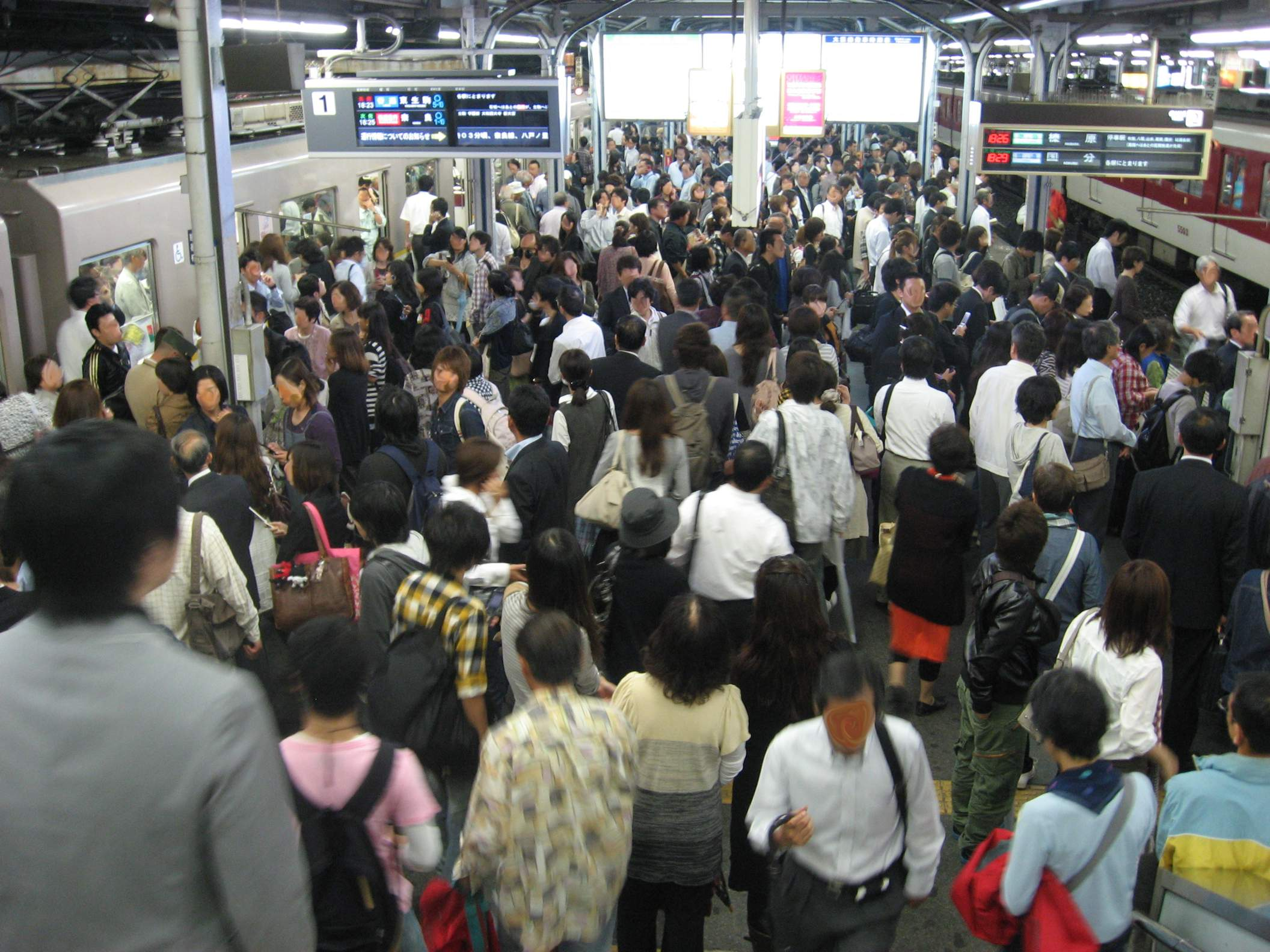
Abendliche Rushhour am Bahnhof Tsuruhashi

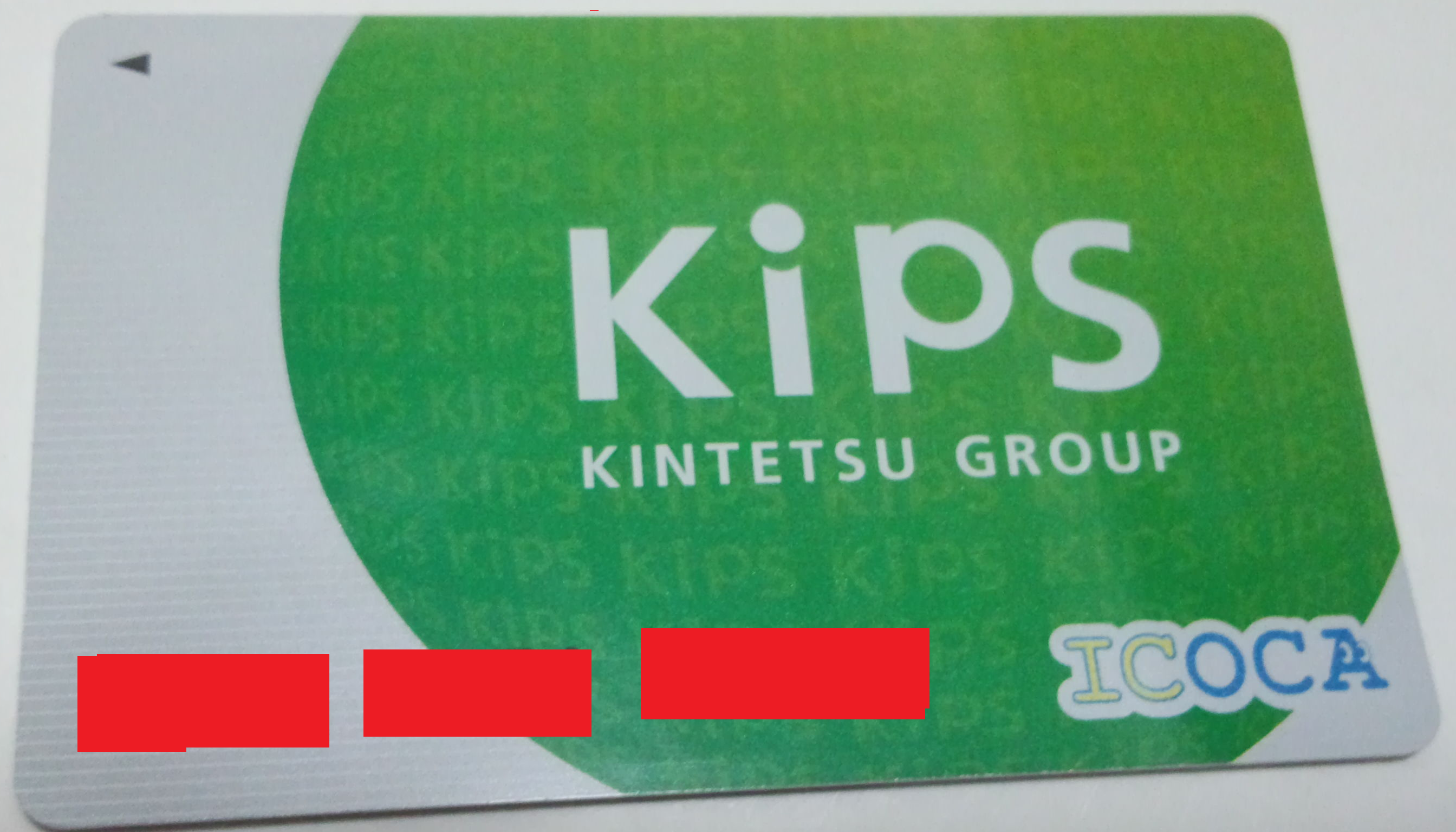
KIPS ICOCA

Die Kintetsu Group, geleitet von der Kinki Nippon Tetsudō, beschäftigt 8500 Mitarbeiter und besitzt 135 Tochterunternehmen bei einem Eigenkapital von 92,7 Milliarden Yen. Neben dem traditionellen Geschäft als eine der großen japanischen privaten Eisenbahngesellschaften betreibt die Gruppe Immobiliengeschäfte, Hotels, Tourismus, Einzelhandelsgeschäfte (Depāto; u. a. direkt in/an Bahnhöfen gelegene Kinsho (Kintetsu Shop)) – Kintetsu Hyakkaten (近鉄百貨店) – und Telekommunikation. Damit wurde zuletzt ein Umsatz von 948 Milliarden Yen erzielt.

## Bahnnetz
Die Gruppe betreibt ein Bahnnetz über 582,3 Kilometer mit 333 Bahnhöfen, sowohl unter- (z. B. Namba (Osaka)) als auch oberirdisch (z. B. Yamato-Saidaiji (Nara)), sowie als Hochbahn (z. B. Turmbahnhof Tsuruhashi (Osaka)), das sie mit 1970 Zügen bedient. Jährlich befördert Kintetsu über 610 Millionen Passagiere. Übergänge zu den wichtigen Konkurrenten in der Kinkiregion (zum Beispiel Hankyū, Hanshin, JR oder die U-Bahnen in den Zielstädten) sind gewährleistet, teilweise in Fahrplanabstimmung.
Das Gleisnetz wird von verschiedenen Zugarten wie Local (hält zwischen Start- und Zielbahnhof an jedem Bahnhof), Semi-Express (hält an Verkehrsknoten und ausgewählten Bahnhöfen), Express (hält an Verkehrsknoten), Rapid-Express (hält an wichtigen Verkehrsknoten) oder Limited-Express (Urban-Liner; fährt ohne Stop zwischen Städten, hält an den wichtigsten Verkehrsknoten in der Start- und Zielstadt) parallel verwendet. Da das Gleisnetz zwischen Bahnhöfen in der Regel zweigleisig ausgelegt ist, warten die langsameren Züge in ausgewählten vier- oder mehrgleisigen Bahnhöfen auf das Überholen durch die schnelleren Züge.
Die in West-Japan und vor allem der Kinki-Region verbreitete RFID-Zahlkarte ICOCA sowie die ebenfalls RFID-basierte PiTaPa wird an allen Bahnhöfen an jedem Zugang durch mindestens eine, besonders gekennzeichnete, Fahrscheinschranke unterstützt.

## Linien

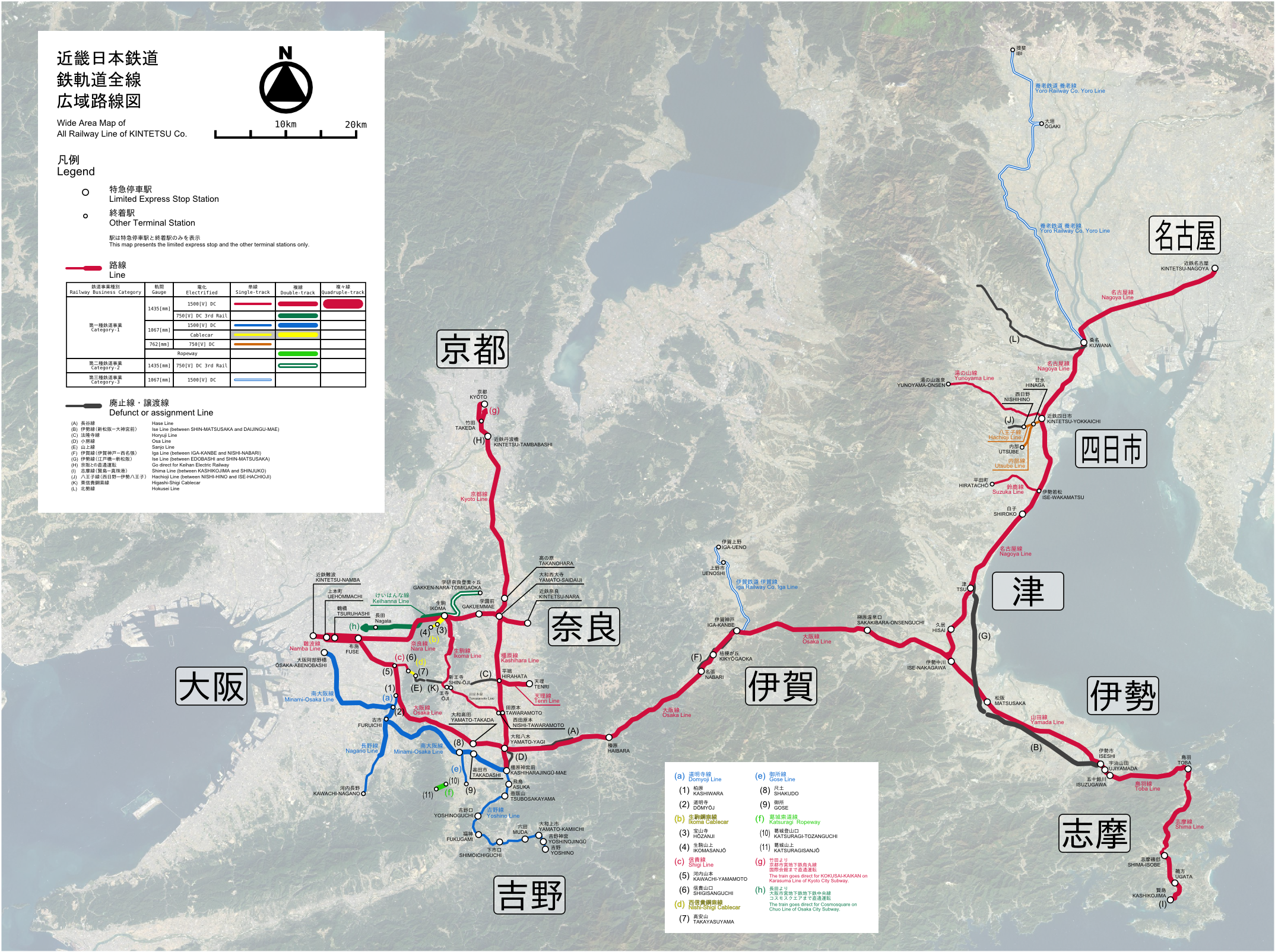
Karte des Schienennetzes

### Normalspurlinien
| Name der Linie | Name der Linie   | Strecke                              | Länge    |
| -------------- | ---------------- | ------------------------------------ | -------- |
| D              | Osaka-Linie      | Osaka Uehommachi – Ise-Nakagawa      | 108,9 km |
| J              | Shigi-Linie      | Kawachi-Yamamoto – Shigisanguchi     | 002,8 km |
| E              | Nagoya-Linie     | Kintetsu Nagoya – Ise-Nakagawa       | 078,8 km |
| K              | Yunoyama-Linie   | Kintetsu Yokkaichi – Yunoyama-Onsen  | 015,4 km |
| L              | Suzuka-Linie     | Ise-Wakamatsu – Hiratachō            | 008,2 km |
| M              | Yamada-Linie     | Ise-Nakagawa – Ujiyamada             | 028,3 km |
| M              | Toba-Linie       | Ujiyamada – Toba                     | 013,2 km |
| M              | Shima-Linie      | Toba – Kashikojima                   | 024,5 km |
| A              | Nara-Linie       | Osaka Namba – Kintetsu Nara          | 026,7 km |
| G              | Ikoma-Linie      | Ikoma – Ōji                          | 012,4 km |
| C              | Keihanna-Linie   | Nagata – Gakken Nara-Tomigaoka       | 018,8 km |
| B              | Kyōto-Linie      | Kyōto – Yamato-Saidaiji              | 034,6 km |
| B              | Kashihara-Linie  | Yamato-Saidaiji – Kashiharajingū-mae | 023,8 km |
| H              | Tenri-Linie      | Hirahata – Tenri                     | 004,5 km |
| I              | Tawaramoto-Linie | Nishi-Tawaramoto – Shin-Ōji          | 010,1 km |

### Kapspurlinien
| Name der Linie | Name der Linie     | Strecke                               | Länge    |
| -------------- | ------------------ | ------------------------------------- | -------- |
| F              | Minami-Osaka-Linie | Osaka Abenobashi – Kashiharajingū-mae | 039,7 km |
| F              | Yoshino-Linie      | Kashiharajingū-mae – Yoshino          | 025,2 km |
| N              | Dōmyōji-Linie      | Dōmyōji – Kashiwara                   | 002,2 km |
| O              | Nagano-Linie       | Furuichi – Kawachinagano              | 012,5 km |
| P              | Gose-Linie         | Shakudo – Kintetsu Gose               | 005,2 km |

## Börsennotierung
Aktien des Unternehmens werden in Tokio, Osaka und Nagoya in der ersten Abteilung der Börse gehandelt.

## Tochtergesellschaften
- Kintetsu Express (Luftfracht)
- Kinki Sharyō (Schienenfahrzeugbau)